# 지진 규모

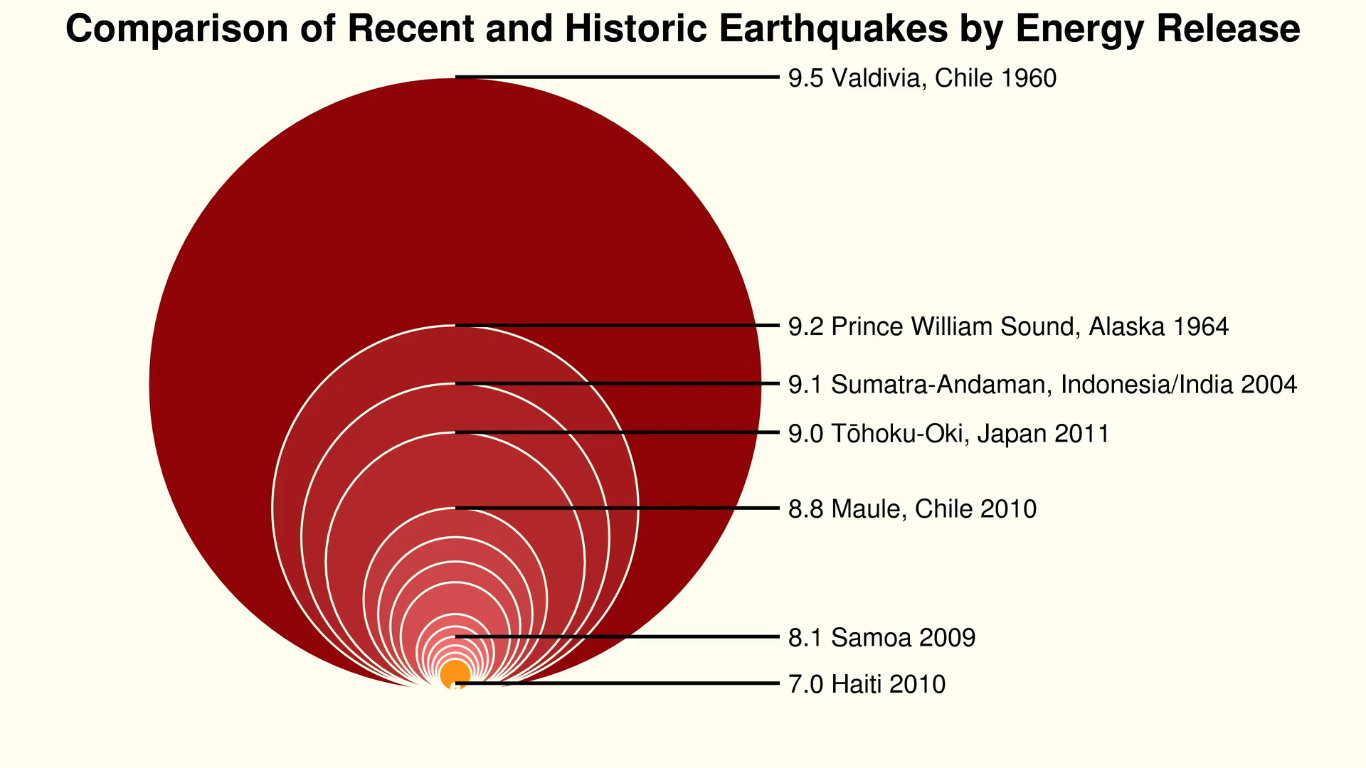
주요 대지진의 규모 비교

지진 규모(地震 規模, Seismic magnitude scales)는 지진의 절대적인 크기 혹은 그 강도를 표시하는 체계이다. 특정 위치에서 발생한 지진으로 발생한 실제 흔들림 정도를 분류하는 진도와 달리 거리에 변하지 않는 고유값이다. 지진의 실제 크기(에너지, 진폭 등)에 로그 스케일 척도를 가진다. 지진의 규모는 지진계에 그려진 지진파의 어느 지점을 이용하는지, 규모를 어떻게 측정하는지에 따라 달라질 수 있다. 지진의 종류, 이용 가능한 정보, 규모 사용의 목적 차이 등의 이유로 서로 다른 지진 규모 종류를 개발, 사용한다.
대표적인 지진의 규모 단위로 리히터 규모, 표면파 규모, 모멘트 규모 등이 있으며 그 외 여러 규모 단위도 존재하나 현대 대부분의 기상 및 지진 관측 기관은 모멘트 규모를 사용한다.

## 특성
지진은 다양한 종류의 지진파의 형태로 에너지를 발산하는데, 각각의 지진파의 형태는 단층 파열이 일어날 때의 종류와 파동이 통과하는 지각의 성질에 따라 달라진다. 지진의 규모는 지진계에 기록된 파형이 어느 종류인지, 이후 그 시간과 방향, 진폭, 주파수, 지속시간 같은 파형의 여러 특성을 측정한 후 결정된다. 그 외에도 진원과의 거리, 지반의 종류, 파형을 기록한 지진계의 특성 등등을 이용해 실제에 가깝게 규모를 조정한다.
이용 가능한 정보로부터 규모를 계산하기 위해 다양한 종류의 규모 척도를 사용한다. 하지만 모든 규모 척도는 기본적으로 찰스 릭터가 개발한 리히터 규모의 로그 척도를 기반으로 중간 범위의 규모의 경우 원래의 리히터 규모와 거의 비슷하도록 계산된다.
대부분의 규모 척도는 지진의 파동 중 일부만 사용해서 계산하기 때문에 완벽하게 정확하지는 않다. 특정한 경우에는 '포화'라는 현상이 일어나 지진의 규모를 실제보다 과소평가하는 경우가 발생한다.
2005년부터 국제지진학 및 지구내부물리학학회(IASPEI)는 주요 규모 척도로 ML, Ms, Mb, MB, MbLg의 측정 절차와 게산 방정식을 표준화하였다.

## 지진의 규모와 흔들림(진도)의 차이
지각은 지구 구조상의 힘으로 응력을 받는다. 응력이 지각에 쌓이다가 지각이 파열될 정도로 쌓이거나 한 지각 덩어리(암반)가 다른 지각 덩어리로 움직이는 것을 막는 마찰력 이상으로 커진다면 지반에 쌓인 에너지가 방출하고 그 중 일부는 지반 붕괴나 흔들림을 일으키는 다양한 종류의 지진파로 방출된다.
여기서 "규모"란 지진의 강도나 절대적인 '크기'의 추정치이며 얼마나 지반을 흔들릴 수 있는지를 나타낸다. 즉 지진의 규모는 방출된 지진 에너지와 대략적인 상관관계가 존재한다.
지진의 진도란 주어진 위치에서 지반이 어느 정도로 흔들리는지, 혹은 어느 세기의 힘만큼 흔들리는지를 나타내는 척도이며 최대 지반 속도(PGV)와 연관성이 있다. 관측한 진도를 비슷한 진도끼리 선으로 묶은 등진도선 지도를 이용한다면(오른쪽 지도) 지진의 규모를 관측한 최대 진도(진앙 근처가 아닐 수 있음)와 지진이 감지된 지역의 범위로 유추할 수 있다.
국지적으로 지진의 진도는 지진의 규모 외에도 여러 요인에 따라 달라질 수 있는데 가장 중요한 요소 중 하나는 지반의 조건이다. 예를 들어 간척지같이 지반이 무른 흙이 두껍게 쌓인 층은 지진파를 증폭시킬 수 있으며 퇴적분지의 경우 지진파로 지반이 공명하여 더 오랫동안 흔들릴 수 있다. 예를 들어 1989년 로마프리에타 지진 당시 지진의 피해가 제일 컸던 지역은 진원에서 100여 km가 떨어진 샌프란시스코 마리나구였다. 그 이유로는 샌프란시스코만 남쪽을 지나는 지진파가 샌프란시스코와 오클랜드를 지나는 지구 지각의 기반암에서 반사해서 증폭되었기 때문이었다. 이렇듯 지역의 지질 구조에 따라 지진파가 단층을 타서 넘어가거나 반사되는 등으로 넘어가면서 증폭되기 때문에 규모나 진원으로부터 거리에 진도가 완벽하게 선형관계를 가지는 것은 아니다.

## 리히터 규모
처음으로 등장한 지진의 규모 척도는 1935년 미국의 지진학자 찰스 리히터가 개발한 리히터 규모, 혹은 "리히터 규모"는 국지적 규모 척도로 ML이나 ML라는 기호로 쓴다. 리히터 규모는 현재 모든 지진 규모 척도가 공통으로 가진 두 가지 특성을 처음으로 확립하였다.
1. 척도가 로그 스케일로, 규모가 1 증가할 때마다 지진파의 진폭이 10배 늘어난다.[13] 파동의 에너지는 진폭을 A라고 할 때 약 A1.5이므로 규모가 1 증가하면 지진이 방출한 지진 에너지는 101.5≈32, 즉 약 32배 증가한다.[14]
2. 릭터는 100 km 거리에서 일어난 지진이 우드-앤더슨 비틀림 지진계로 기록된 지진 기록의 최대 수평 변위가 0.001 mm(1 µm)일 때 그 지진의 규모를 0이라고 정의하였다.[15] 이후에 등장한 규모 척도에서는 규모 6이 원래의 리히터 (국지적) 규모 6이 나오게 거의 일치하도록 보정한다.[16]

리히터 규모의 계산식은 지진 기록의 최대 수평 변위를 A(단위 µm)라 할 때 아래와 같다.
{\displaystyle M_{l}=\log _{10}A.}
모든 "국지적"(ML) 규모는 지진파를 구분하지 않고 지반이 흔들린 최대 진폭을 기준으로 계산한다. E또한 원래 릭터는 진앙거리 600 km 이하의 천발지진에 대해서만 계산했기 때문에 다음의 경우 지진 규모를 실제보다 더 작게 측정할 수 있다.
- 먼 거리의 지진 (약 600 km 이상)의 경우 S파가 매우 감쇄되어 실제보다 지진 규모가 작아진다.
- 깊은 곳에서 일어난 지진의 경우 표면파가 감쇄되어 실제보다 지진 규모가 작아진다.
- 규모 M7급 이상의 강한 지진의 경우 지진으로 흔들리는 시간을 고려하지 않아 실제보다 규모가 작아진다.[19]

기존의 리히터 규모는 남부 캘리포니아와 네바다주의 지질 환경만 고려하여 개발된 것으로 이후 대륙지각의 환경 차이로 로키산맥 중부 및 동부 지역 등 다른 지역의 지진에 대해서는 부정확하다는 사실이 밝혀졌다. 위의 문제로 다른 규모 척도의 개발이 이뤄졌다.
미국 지질조사국(USGS)과 같은 대부분의 지진 관련 정부 기관은 4.0 이상의 지진 규모는 전부 아래의 모멘트 규모로 측정하고 있지만, 언론 등지에서는 리히터 규모를 쓰진 않은 규모도 "리히터 규모"라는 단어로 표기하고 있다.

## 기타 국지적 규모
원래의 리히터 국지적 규모를 다른 지역에서 맞게 조정한 규모이다. 이 지진 규모는 ML이나 소문자 'l'을 써서 Ml, Ml 등의 기호로 표기한다. 이는 러시아에서 사용하는 표면파 MLH 규모와 혼동하면 안된다. 이 규모 척도를 사용한 지진의 규모를 서로 비교할 수 있는지에 대해서는 지역별로 조건이 적절하게 조정되고 공식을 적절하게 설정했는지에 따라 달라진다.

### 일본 기상청 규모
일본 기상청에서는 본토 600 km 이내에서 일어난 얉은 깊이(60 km 이하)의 지진에 대해 MJMA, MJMA, MJ라고 표기하는 규모를 사용한다. 이 규모는 Mw(JMA)나 M(JMA)라고 표기하는 JMA 추산 모멘트 규모 또는 일본 기상청 진도 계급과 혼동해선 안 된다. 일본 기상청 규모는 지면의 최대 흔들림 진폭을 통해 계산하며 이 규모는 모멘트 규모 Mw4.5-7.5 지진에 대해서는 거의 일치하지만 이보다 규모가 커질수록 일본 기상청 규모는 실제 규모보다 규모를 과소평가한다.

## 실체파 규모
실체파는 지진이 발생했을 때 처음으로 도달하는 P파와 S파, 혹은 이 둘의 반사파로 구성된다. 실체파는 암반을 직접 통과해 전파된다.

### mB 규모
최초로 나온 실체파 규모는 mB나 mB 등 대문자 B를 사용해 표기하며, 베노 구텐베르크와 찰스 릭터가 표면파 사용이 가지고 있는 ML 규모의 거리 및 크기 한계를 극복하기 위해 처음 개발하였다. mB 규모는 P파와 S파를 기반으로 더 긴 주기로 계산하며 규모 M8 정도까지는 포화 현상이 일어나지 않는다. 하지만 규모 M5.5보다 작은 지진에 대해서는 민감하지 않다는 단점이 있다. 극초기에 정의한 mB 규모는 현대 들어 보통 사용하지 않으며, 표준화된 mBBB 규모를 대신 사용한다.
구텐베르크와 릭터가 처음 개발한 실체파 규모 공식은 아래와 같다. 여기서 A는 실체파의 최대 진폭, T는 그 주기, B는 진원 깊이 h와 진원과의 거리 Δ간의 함수이다.
{\displaystyle M_{B}=\log _{10}\left({\frac {A}{T}}\right)+B(\Delta ,h)}

### mb 규모
mb 혹은 mb 규모(m, b 둘 다 소문자)는 mB와 유사하지만 특정 단주기 지진계에서는 처음 수 초 동안 계측한 P파만 사용한다. 1960년대 세계 표준 지진계 측정망(WWSSN)의 설립과 함께 짧은 시간 내에 더 많은 작은 흔들림 사건을 감지하고 지각에서 일어난 지진과 지하 핵폭발을 구별하는 목적에서 도입하였다.
mb의 측정 방법은 여러 차례 바뀌었다. 1945년 구테베르크가 처음 도입한 mb 측정 방법은 처음 10초 혹은 그 이상만큼 기록된 지진파의 최대 진폭에 기초했다. 하지만 흔들림의 주기 또한 규모에 영향을 받았다. USGS/NEIC가 막 나오기 시작한 초기에는 지진이 감지된 첫 1초, 즉 P파의 짧은 순간만을 가지고 측정했지만, 1978년 이후부터는 첫 진동 감지로부터 20초간 지진파를 측정한다. 현대에 와서는 3초 이내에 단주기 mb 규모를 측정하며, 광대역 주기의 mBBBB 규모는 최대 30초간 지진파를 측정해 계산한다.

### mbLg규모

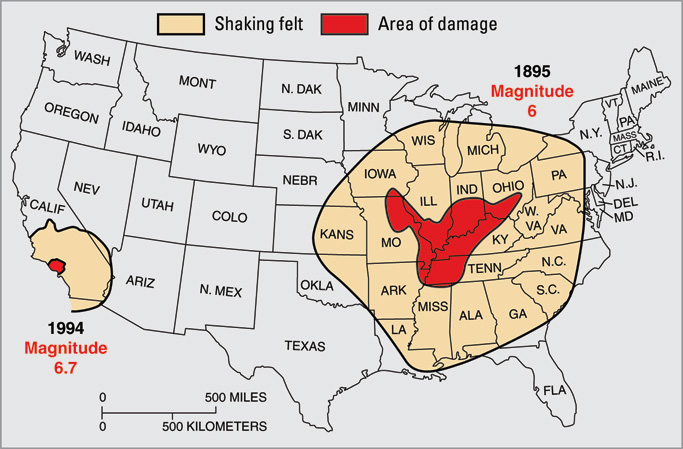
북아메리카에서 로키산맥 동부 지각 성질의 차이로 지진이 더 증폭된다. 예를 들어 오른쪽의 1895년 뉴마드리드 지진대 지진은 M6대 규모로 북아메리카의 거의 절반 지역에서 지진을 감지했지만, 왼쪽에 그려진 1994년 일어난 캘리포니아 노스리지 지진은 M_{w}6.7 규모로 뉴마드리드 지진보다 더 강력하지만 본 지진을 느낀 지역은 훨씬 작다.

국지적인 mbLg 규모는 mb_Lg, mbLg, MLg (USGS), Mn, mN 등으로도 표기하며 기존의 ML 규모가 로키산맥 동쪽의 북아메리카 전역에서 적용할 수 없다는 문제를 해결하기 위해 1973년 오토 너틀리가 개발한 규모이다. 원래 ML 규모는 캘리포니아 남부 지역에서 개발된 단위로 현무암이나 퇴적암질의 해양 지각이 대륙 지각 아래에 섭입하고 있는 지형에서 잘 맞는 척도이다. 반면 로키산맥 동쪽은 대체로 두껍고 안정되어 있는 대륙 지각괴로 주로 화강암이며 단단한 암석이라 지진학적 특성이 다르다. 로키산맥 동쪽 지역에서 ML 규모를 그대로 사용하면 비정상적인 결과가 도출된다.
너틀리는 이 문제를 1초 이하의 단주기 Lg파의 진폭을 측정하여 해결하였다. Lg파는 표면파인 러브파의 복잡한 형태이지만 너틀리는 일반적인 표면파 규모인 Ms 규모보다 mb 규모에 더 가까운 결과가 나타난다는 점을 발견했다. Lg파는 해양 지역에서는 빠르게 감쇄되지만 화강암질 대륙 지각괴에서는 잘 전파되기 때문에 MbLg 규모는 안정된 대륙 지각괴 지역의 지진 측정에 주로 사용한다.

## 표면파 규모
표면파는 지구의 표면을 따라 전달되는 파동으로 주로 레일리파와 러브파로 구성된다. 얉은 깊이에서 일어난 지진의 경우 표면파로 지진 에너지 대부분이 전달되며 피해 또한 가장 파괴적이다. 표면과의 상호작용이 적은 심발지진은 표면파가 매우 약하다.
표면파 규모는 1942년 베노 구텐베르크가 릭터 규모가 측정할 수 있는 규모보다 더 강하거나 진앙거리가 더 멀리 떨어진 곳에서 일어난 진원 깊이가 얉은 지진을 측정하기 위해 개발하였으며, 기호로 Ms, Ms, MS 등으로 표기한다. 특히 표면파의 진폭(일반적으로 가장 큰 진폭을 내는 진동)을 약 "20초 주기"로 측정하였다. Ms 규모는 약 6정도까지 ML 규모와 일치하며 대략 0.5, 반 계급 정도 차이가 난다. 또한 표면파 규모의 경우 약 M8.3 이상이 되면 포화 현상이 발생한다. 1983년 너틀리가 지진 발생 첫 1초만 측정해 계산한 수정 표면파 규모는 MSn으로 표기하기도 한다.
1942년 구텐베르크가 계산한 표면파 규모 계산식은 아래와 같다. 여기서 Ah는 수평 성분 표면파의 최대 진폭, Δ는 진앙과의 거리(각도), C는 관측점의 보정치이다.
{\displaystyle M_{s}=\log A_{h}+1.656\log \Delta +1.818+C}
1962년 처음 개발되고 1967년 IASPEI가 본격적으로 사용을 권고한 "모스크바-프라하 공식"은 표준화된 Ms20(Ms_20, Ms(20)) 규모 척도 계산식이다. 그 외에도 최대 60초 주기의 가장 강력한 레일리파 진폭을 측정하는 광대역 개정 규모(Ms_BB, Ms(BB))도 있다. 중국에서 사용하는 Ms 척도는 중국이 개발한 763형 장주기 지진계에 사용하기 위해 조정한 수정 표면파 규모이다.
1967년 모스크바-프라하 공식은 아래와 같다. 여기서 A는 수평 성분 표면파의 최대 진폭(단위 μm), T는 주기이다.
{\displaystyle M_{s}=\log(A/T)+1.66\log \Delta +3.30} (20° ≦ Δ ≦ 60°)
러시아 일부 지역에서 사용하는 MLH 규모는 표면파 규모이다.

## 모멘트 규모
여타 규모 척도는 지진의 힘을 간접적, 불완전하게 반영하고 다른 요인들도 반영되는 지진파를 기반으로 계산하여 규모, 진원 깊이, 거리 등 다양한 요인으로 정확한 측정이 제한된다. 1977년 가나모리 히로오와 1979년 가나모리, 토마스 C. 행크스가 개발한 모멘트 규모(Mw 혹은 Mw)는 지진이 한 암반이 다른 암반 위에서 미끄러지는데 얼마나 많은 일을 했는지 측정하는 척도인 지진 모멘트 M0을 기반으로 계산한다. 지진 모멘트는 국제단위계(SI 단위계)에서 뉴턴 미터(N m 또는 N·m)로 표기하며 구형 CGS 단위계에서는 다인 센치미터(dyn-cm)로 표기한다. 지진 모멘트는 가장 간단하게는 미끄러진 양과 파열된 혹은 미끄러진 단층 면적, 저항 또는 마찰 계수 셋만 가지고 계산할 수 있다. 이런 미지수들은 과거 지진 규모나 미래에 올 것으로 예상되는 지진의 규모를 기존의 단층 연구를 통해 추정할 수 있다는 장점이 있다.
지진의 지진 모멘트는 다양한 방법으로 추정할 수 있으며, 어떤 방법으로 추정하냐에 따라 Mwb, Mwr, Mwc, Mww, Mwp, Mi, Mwpd 등등 다양한 모멘트 규모 Mw의 하위 단위가 파생된다. 파생 단위에 대해서는 모멘트 규모#파생 단위를 참고하라.
현재까지 관측한 지진 중 모멘트 규모가 가장 큰 지진은 1960년 칠레 발디비아 지진의 Mw9.5이다.
지진 모멘트는 지진이 발산한 총 에너지와 연관되었기 때문에 지진의 "크기"에서 가장 객관적인 척도로 본다. 하지만 지진 모멘트를 계산할 때 지진파로 방출되는 에너지 비율이 모든 지진에서 동일하다고 잘못 가정하는 등 매우 단순한 단층파열 모델과 단순화한 가정을 사용한다.
Mw로 측정된 지진의 총 에너지 중 대부분은 마찰로 인해 지각이 가열되며 열에너지로 전환된다. 강한 지반 흔들림을 일으킬 수 있는 지진의 위험성은 지진파로 방사되는 에너지의 극히 일부분에만 상관 관계가 있으며 이는 에너지 규모 척도인 Me로 보다 정확하게 측정할 수 있다. 지진의 총 에너지 중 지진파로 방출되는 비율은 지진의 단층면해와 지질학적 구조 환경에 따라 달라진다. 매우 유사한 지진에서도 Mw 규모와 Me 규모는 최대 1.4까지 차이가 날 수 있다.
Me 척도는 이렇듯 실제 지진의 흔들림을 계산할 수 있기에 유용하지만 복사 지진 에너지를 측정하기 매우 어렵기 때문에 실제로 사용되는 일은 거의 없다.
서로 다른 피해가 보고된 비슷한 지진
1997년에 칠레 해역에서 두 차례 큰 지진이 발생했다. 7월에 일어난 첫 지진은 규모 Mw6.9로 측정되었지만 대부분 지역에서 흔들림을 거의 느끼지 못했고 세 측정소에서만 지진을 감지했다. 10월에 일어난 규모 Mw7.1 지진은 거의 비슷한 곳에서 발생했지만 단층면해가 다르고 깊이도 두 배나 깊은 곳에서 일어났는데 매우 넓은 곳에서 진동이 느껴졌으며 300명 이상이 부상을 입었고, 가옥 1만채 이상이 파괴되었다. 아래 표에서 볼 수 있듯이, 이런 피해 차이는 모멘트 규모 Mw나 표면파 규모 Ms에서는 거의 반영되지 않는다. 이 경우 실체파 규모 mb나 지진 에너지 Me를 통해 규모를 측정해야 피해 차이만큼의 규모 차이가 발생한다.
| 날짜             | ISC #   | 위도   | 경도   | 깊이  | 피해 | Ms  | Mw  | mb  | Me  | 단층면해           |
| ---------------- | ------- | ------ | ------ | ----- | ---- | --- | --- | --- | --- | ------------------ |
| 01997년 7월 6일  | 1035633 | −30.06 | −71.87 | 23 km | 미진 | 6.5 | 6.9 | 5.8 | 6.1 | 판 내부-역단층     |
| 1997년 10월 15일 | 1047434 | −30.93 | −71.22 | 58 km | 강력 | 6.8 | 7.1 | 6.8 | 7.5 | 슬래브 내부-정단층 |
| 차이:            |         |        |        |       |      | 0.3 | 0.2 | 1.0 | 1.4 |                    |

출처: Choy, Boatwright & Kirby 2001, 13쪽, IS 3.6 2012, 7쪽.

## 에너지 등급(K-등급) 규모
K 등급(러시아어: класс에서 유래. "범주"라는 뜻)은 지진의 에너지 등급 혹은 K-등급 체계 규모로 1955년 소련의 지진학자들이 중앙아시아의 타지키스탄 가름에서 일어난 지진을 측정하기 위해 처음 개발하였다. 현재도 옛 소련(쿠바 포함)의 수많은 국가들에서 국지적으로 지진을 측정하는 데 사용하고 있다. 지진 에너지(K = log ES, 줄 단위)를 당시 기술을 기반으로 측정하기 매우 어려웠기 때문에 1958년과 1960년 두 차례 개정되었다. 현지 상황에 맞게 조정한 다양한 K 등급인 KF, KS 규모도 생겨났다.
K 값은 릭터 규모 계급과 비슷하게 로그함수적으로 증가하지만 실제 규모와 영점의 기준이 다르다. K 등급 12 ~ 15 규모의 값은 거의 M4.5에서 6 사이 값에 해당한다. 에너지 등급 K을 바탕으로 계산한 지진 규모 M을 M(K), M(K), MK 등으로 표기한다.

## 지진해일 규모
쓰나미를 일으키는 특이한 지진은 대부분 비교적 느리게 단층이 파열되어 규모 측정에 일반적으로 쓰이는 주기보다 더 긴 주기(저주파수)에서 더 많은 에너지가 전달된다. 이렇게 진도의 스펙트럼 분포가 왜곡되면 보통 특정 규모에서 예상되는 것보다 더 크거나 작은 지진해일이 만들어질 수 있다. 지진해일 규모(혹은 쓰나미 규모) Mt는 아베 가쓰유키가 험조소에서 측정한 쓰나미 높이와 지진 모멘트(M0) 사이 상관관계를 바탕으로 개발한 규모이다. 원래 지진 데이터는 부족하지만 쓰나미의 높이 데이터는 존재하는 역사지진의 지진 규모를 추정하기 위해 고안된 공식이지만 이를 역으로 사용하여 지진 규모를 통해 쓰나미의 높이를 예측할 수 있다.(여기서 쓰나미 높이는 국지적인 지형에 영향을 받는 최대소상고와는 구분해야 한다) 파형에 잡음이 거의 없는 조건이라면 규모 M6.5 수준에서 약 5 cm에 해당하는 쓰나미가 온다고 예측할 수 있다.
지진해일 규모의 계산식은 아래와 같다. 여기서 H는 쓰나미의 높이(m), Δ는 쓰나미가 전파된 거리(km, Δ ≧ 100 km), D는 모멘트 규모와 맞춰지도록 사용하는 보정 상수이다.
{\displaystyle M_{t}=\log H+\log \Delta +D}
쓰나미 경보에서 중요한 또 다른 규모 척도에는 멘틀 규모 척도, Mm 규모가 있다. 멘틀 규모는 지구 멘틀로 빠르게 훑고 지나가는 레일리파를 통해 계산하여 빠르고 지진의 진원 깊이 같은 다른 변수를 잘 알고 있지 않아도 계산할 수 있다는 장점이 있다.

## 지속시간 및 코다파 규모
Md 규모는 지진파 일부의 지속시간 혹은 그 진행 길이로부터 지진의 규모를 추정하는 척도이다. 이 규모는 국지적, 지역에 국한되는 지진의 규모를 측정할 때 유용하며 지진계의 최대 측정 규모를 넘거나(구 아날로그 체계 지진계의 문제) 최대 파동의 진폭을 측정하기 어려운 매우 강력한 지진, 혹은 최대 진폭이 명확하게 드러나지 않는 매우 약한 지진 양쪽에 유용하다. 매우 먼 곳에서 일어난 지진이더라도 흔들림이 지속된 시간(과 그 진폭)을 가지고 지진의 총 에너지를 계산할 수 있다는 장점이 있다. 지진의 지속시간 측정은 현대에 와서 Mwpd나 mBc 등의 규모 단위에서도 같이 사용된다.
지속시간 규모의 측정식은 아래와 같다. 여기서 c0, c1, c2는 상수이고 Δ는 진앙과의 거리이다. {\displaystyle c_{2}\Delta }가 매우 작으므로 이 항은 생략되기도 한다.
{\displaystyle M_{d}=c_{0}+c_{1}\log T_{d}+c_{2}\Delta }
Mc 규모는 지진파의 종류 중 하나인 '코다파'의 지속시간이나 진폭을 측정하여 계산하는 지진 규모 척도이다. 지진 발생 거리가 짧은 경우(약 100 km 이하) 지진의 진원을 정확히 알기 이전에도 그 규모를 빠르게 추정할 수 있다.

## 강진 규모
여러 규모들은 기본적으로 지진계에서 측정해 지진도에서 기록된 지진파형의 일부를 가지고 계산하는 계측측정에 기초한다. 하지만 이런 지진계 기록이 존재하지 않는 경우 진도계급 같은 강진사건의 간접적 보고로 규모를 추정할 수 있다.
그 중 하나로는 1942년 베노 구텐베르크와 찰스 릭터가 개발한 관측된 최대 진도(통상 진앙 인근 지역)과 관계가 있는 값인 I0(대문자 I에 아래첨자 숫자 0)을 통해 계산한 규모이다. 이 기준으로 계산한 규모는 보통 Mw(I0)라고 표기하도록 권장하지만 통상적으로는 Mms라고 표기하고 있다.
구텐베르크와 릭터가 개발한 감진 반경에 따른 규모는 다음과 같다. 여기서 R은 지진을 느낀 영역의 넓이이다.
{\displaystyle M_{ms}=-3.0+3.8\log R}
또 다른 접근법으로는 얼마나 흔들렸는지 표기하는 진도의 등진도 지도를 그리는 것이다. 1994년 프랑켈, 1996년 존스턴의 연구에 따르면 지진을 느낀 지역의 넓이가 넓을수록 규모와 비례하는 관계가 있다. 감진 면적을 통해 측정한 규모는 M0(An)로 표기하도록 권장하지만 통상적으로는 Mfa라고 표기하고 있다. 또한 캘리포니아주와 하와이에 맞게 수정한 등급인 MLa 규모는 주어진 진도에서 느낀 지역의 넓이를 통해 계산한 국지 규모 등급(ML)의 일종이다. MI 규모 등급은 1966년 존스턴이 처음 개발한 규모 척도로, 등진도선에서 추정한 모멘트 규모이다.
지반이 얼마나 강한 힘으로 흔들렸는지 측정하는 척도로 최대 지반 흔들림(PGV)과 최대 지반 가속도(PGA)를 사용한다. 일본에서는 강진관측망이 지진의 지역별 PGA 데이터를 제공하여 규모와 측정 지역의 PGA 사이 상관관계를 계산할 수 있다. 둘 간의 상관관계를 이용하여 주어진 거리에서 주어진 규모의 지진으로 얼마나 많은 지역이 강하게 흔들릴 지 계산할 수 있다. 이를 통해 실제 지진이 관측된 후 몇 분 이내에 피해가 있을 지역을 그리는 피해 영역 지도를 그릴 수 있다.

## 기타 규모
위에서 설명한 단위 외에도 수많은 규모 척도가 개발되거나 제안되었으며 일부는 널리 받아들여지지 않은 채 과거 역사지진의 사료에서 불명확한 참고자료로만 남아 있는 경우도 있다. 이런 기타 규모 단위는 명확한 이름 없이 사용했으며 종종 "스미스식 방법"(1965년) 같은 걸 저자들이 자기식 방법으로 고쳐 쓰는 경우도 많았다. 게다가 지진학계는 지진파형을 측정하는 방법이 매우 다양하다. 규모를 계산한 방법을 알 수 없는 경우 지진 목록에서는 "미상"(unknown), Unk, Ukn, UK 등으로 표기한다. 이 경우 표기된 규모는 근사적이고 불확실한 값이다.
규모의 크기가 너무 작거나 지진계 데이터(통상 아날로그 계측기의 경우)가 부족해 국지적 규모를 측정하기 어려운 경우, 여러 차례 연동된 잡음이 기록을 복잡하게 만든 경우 측정된 규모에 대해서는 Mh(수작업으로 결정한 규모)라고 표기한다. 남부 캘리포니아 지진계에서는 지진 파형 데이터가 특정 품질 기준을 만족하지 못할 경우 수작업 규모로 표기한다.
그 외 특수한 경우로는 1954년 구텐베르크와 릭터가 작성한 지구상 지진 기록이다. 전부 동일한 계산법으로 측정한 규모로 전세계적인 지진 목록을 작성한 최초의 기록이지만, 그들은 규모를 어떤 방식으로 계산했는지 정확한 공식과 내용을 적어두지 않았다. 따라서 일부 목록은 이 목록에서의 규모를 MGR라고 표기하지만, 더러는 UK(미상의 규모)라고 표기한다. 추가 연구에 따르면 수많은 Ms 규모 값이 상당히 과장되었다는 사실이 밝혀졌다. 또한 후속 연구에서는 MGR 규모의 대부분은 깊이 40 km 이하의 얉은 곳에서 일어난 큰 규모의 지진에서는 Ms 규모였지만, 깊이 40-60 km에서 일어난 큰 지진은 mB 규모를 사용한 것으로 드러났다. 구텐베르크와 릭터가 사용한 규모는 "통상 규모"라고 하여 굵게 처리되지 않은 이텔릭체의 "첨자 없는 "M""으로 쓰이기도 하며, 굵은 글씨의 이텔릭체가 아닌 모멘트 규모인 M이나 "통일 규모"인 m과는 구분하여 표기한다. 이런 용어들은 1970년대까지는 과학 논문에서 사용하였으나 현재는 역사적으로만 한정되어 쓰이고 있다. 이텔릭체가 아니고 굵게 표기하지도 않은 일반적인 대문자 'M'은 정확한 값이나 측정한 정확한 단위가 중요하지 않은 경우 일반적인 지진 규모를 나타내는데 쓰인다.

## 지진 규모와 연관성
간단한 계산식으로 규모 M이 1 늘어날 때마다 에너지가 대략 101.5배 증가한다. 또한 구텐베르크-릭터 법칙에 따라 규모 M이 1 늘어날 때마다 지진이 발생하는 빈도는 대략 10배 줄어든다.

### 규모별 지진과 에너지 관계
아래는 규모에 따른 대표적인 지진과 그 에너지를 정리한 표이다.
| M (규모) | 명칭       | 에너지 크기 비교 줄 (J) | TNT 환산 | 비고 | 비고 |
| -------- | ---------- | ----------------------- | -------- | --- | --- |
| −2.0     | 극미소지진 | 63                      | 15 mg    | 60J: 60W 형광등이 2초간 켜질 때 소비 전력 | 60J: 60W 형광등이 2초간 켜질 때 소비 전력 |
| −1.5     | 극미소지진 | 350                     | 84 mg    | | |
| −1.0     | 극미소지진 | 2 × 103                 | 0.48 g   | | |
| −0.5     | 극미소지진 | 11 × 103                | 2.6 g    | | |
| 0        | 극미소지진 | 63 × 103                | 15 g     | Mj0.2: 2002년 1월 22일 7시 22분 29초(JST) 이즈오섬에서 발생한 가장 작은 규모의 유감지진(최대진도 1) | Mj0.2: 2002년 1월 22일 7시 22분 29초(JST) 이즈오섬에서 발생한 가장 작은 규모의 유감지진(최대진도 1) |
| 0.5      | 극미소지진 | 35 × 104                | 84 g     | | |
| 1.0      | 미소지진   | 2 × 106                 | 480 g    | | |
| 1.5      | 미소지진   | 11 × 106                | 2.6 kg   | M1.5: 2007년 페루 운석 낙하 사건 당시 발생한 지진의 규모 | M1.5: 2007년 페루 운석 낙하 사건 당시 발생한 지진의 규모 |
| 2.0      | 미소지진   | 63 × 106                | 15 kg    | M2.1: 2013년 4월 웨스트 비료 공장 폭발 사고 당시 방출한 에너지 세기. Mj2.4: 2011년 10월 7일 7시 20분 도야마현 동부 지진(최대진도 1)이 일어났다. 당시 산사태로 인한 낙석으로 1명이 사망하였다. 일본에서 가장 작은 규모로 사망자가 발생한 지진이다. | M2.1: 2013년 4월 웨스트 비료 공장 폭발 사고 당시 방출한 에너지 세기. Mj2.4: 2011년 10월 7일 7시 20분 도야마현 동부 지진(최대진도 1)이 일어났다. 당시 산사태로 인한 낙석으로 1명이 사망하였다. 일본에서 가장 작은 규모로 사망자가 발생한 지진이다. |
| 2.5      | 미소지진   | 35 × 107                | 84 kg    | | |
| 3.0      | 소지진     | 2 × 109                 | 480 kg   | | |
| 3.5      | 소지진     | 11 × 109                | 2.6 t    | | |
| 4.0      | 소지진     | 63 × 109                | 15 t     | 소형 핵무기가 방출하는 에너지이다. M4.0: 2006년 조선민주주의인민공화국 핵 실험 당시 측정된 규모 (CTBTO) | 소형 핵무기가 방출하는 에너지이다. M4.0: 2006년 조선민주주의인민공화국 핵 실험 당시 측정된 규모 (CTBTO) |
| 4.5      | 소지진     | 35 × 1010               | 84 t     | Mw4.9: 2016년 경주 지진 | Mw4.9: 2016년 경주 지진 |
| 5.0      | 중지진     | 2 × 1012                | 480 t    | 1908년 퉁구스카 폭발사건 당시 발생한 지진의 규모 (추정) Mj5.2: 1961년 나가오카 지진 당시 규모. 1900년대 이후 일본에서 여러 명의 사망자가 발생한 가장 작은 규모의 지진이다. Mb5.25: 가장 강력한 핵무기인 차르 봄바로 발생한 인공지진의 규모 Mw5.4: 2017년 포항 지진 | 1908년 퉁구스카 폭발사건 당시 발생한 지진의 규모 (추정) Mj5.2: 1961년 나가오카 지진 당시 규모. 1900년대 이후 일본에서 여러 명의 사망자가 발생한 가장 작은 규모의 지진이다. Mb5.25: 가장 강력한 핵무기인 차르 봄바로 발생한 인공지진의 규모 Mw5.4: 2017년 포항 지진 |
| 5.5      | 중지진     | 11 × 1012               | 2,600 t  | M5.5: 메테오 운석구(혹은 베링거 운석구)가 만들어 낸 지진의 규모 (추정) 55〜63 TJ: 제2차 세계 대전 당시 히로시마에 투하된 핵무기 리틀 보이가 방출한 총 에너지 | M5.5: 메테오 운석구(혹은 베링거 운석구)가 만들어 낸 지진의 규모 (추정) 55〜63 TJ: 제2차 세계 대전 당시 히로시마에 투하된 핵무기 리틀 보이가 방출한 총 에너지 |
| 6.0      | 중지진     | 63 × 1012               | 15 kt    | 일반적으로 이보다 큰 규모의 지진일 경우 쓰나미가 발생할 수 있다. Mj6.1: 1941년 나가노 지진, 오사카부 북부 지진 Mj6.2：2003년 미야기현 북부 지진 | 일반적으로 이보다 큰 규모의 지진일 경우 쓰나미가 발생할 수 있다. Mj6.1: 1941년 나가노 지진, 오사카부 북부 지진 Mj6.2：2003년 미야기현 북부 지진 |
| 6.5      | 중지진     | 35 × 1013               | 84 kt    | Mj6.5: 2016년 구마모토 지진의 전진 Mj6.7 (Mw6.6): 2018년 홋카이도 이부리 동부 지진 Mj6.8 (Mw6.6): 1945년 미카와 지진 Mj6.8 (Mw6.6): 2004년 니가타현 주에쓰 지진, 2007년 니가타현 주에쓰 해역 지진 Mj6.9 (Mw6.7): 2007년 노토반도 지진 | Mj6.5: 2016년 구마모토 지진의 전진 Mj6.7 (Mw6.6): 2018년 홋카이도 이부리 동부 지진 Mj6.8 (Mw6.6): 1945년 미카와 지진 Mj6.8 (Mw6.6): 2004년 니가타현 주에쓰 지진, 2007년 니가타현 주에쓰 해역 지진 Mj6.9 (Mw6.7): 2007년 노토반도 지진 |
| 7.0      | 대지진     | 2 × 1015                | 480 kt   | Mj7.0 (Mw6.6): 2005년 후쿠오카현 서쪽 해역 지진 M7.0: 사상 최대 규모의 지하 핵실험인 W71으로 일어난 인공지진의 규모 Mw7.0: 2010년 아이티 지진 Mj7.1: 1948년 후쿠이 지진 Mj7.2 (Mw7.0): 1943년 돗토리 지진 Mj7.3(Mw7.4): 1978년 미야기현 해역 지진 Mj7.3 (Mw6.9): 1995년 효고현 남부 지진 Mj7.3 (Mw7.0): 2016년 구마모토 지진의 본진 Mj7.3 (Mw7.3): 2011년 3월 9일 산리쿠 해역 지진 (도호쿠 지방 태평양 해역 지진의 전진)                                                                 | Mj7.0 (Mw6.6): 2005년 후쿠오카현 서쪽 해역 지진 M7.0: 사상 최대 규모의 지하 핵실험인 W71으로 일어난 인공지진의 규모 Mw7.0: 2010년 아이티 지진 Mj7.1: 1948년 후쿠이 지진 Mj7.2 (Mw7.0): 1943년 돗토리 지진 Mj7.3(Mw7.4): 1978년 미야기현 해역 지진 Mj7.3 (Mw6.9): 1995년 효고현 남부 지진 Mj7.3 (Mw7.0): 2016년 구마모토 지진의 본진 Mj7.3 (Mw7.3): 2011년 3월 9일 산리쿠 해역 지진 (도호쿠 지방 태평양 해역 지진의 전진)                                                                 |
| 7.5      | 대지진     | 11 × 1015               | 2.60 Mt  | Mw7.5: 1976년 탕산 지진 Mj7.5 (Ms7.5): 1964년 니가타 지진 Mw7.6: 1999년 921 대지진 Mj7.8 (Mw7.7): 1993년 홋카이도 남서쪽 해역 지진 Mj7.9: 1894년 네무로반도 해역 지진 Mj7.9: 1968년 산리쿠 해역 북부 지진 | Mw7.5: 1976년 탕산 지진 Mj7.5 (Ms7.5): 1964년 니가타 지진 Mw7.6: 1999년 921 대지진 Mj7.8 (Mw7.7): 1993년 홋카이도 남서쪽 해역 지진 Mj7.9: 1894년 네무로반도 해역 지진 Mj7.9: 1968년 산리쿠 해역 북부 지진 |
| 8.0      | 거대지진   | 63 × 1015               | 15 Mt    | M8.0: 1891년 노비 지진 Mj8.0: 1911년 기카이섬 지진 Mw7.9 - 8.0: 1923년 간토 대지진 Mw7.9 (Ms8.0): 2008년 쓰촨 대지진 Mw8.4 (Mj8.0): 1946년 쇼와 난카이 지진 Mw8.1 (Mj7.9): 1944년 쇼와 도난카이 지진 Mw8.2 (Mj7.6?): 2014년 이키케 지진 Mj8.1: 2015년 오가사와라 제도 서쪽 해역 지진 Mw8.3 (Mj8.2): 1994년 홋카이도 동쪽 해역 지진 Mj8.2: 1952년 도카치 해역 지진 Mw8.3 (Mj8.0): 2003년 도카치 해역 지진 210PJ: 차르 봄바가 방출한 총 에너지 Mw8.4 (Mj8.1): 1933년 쇼와 산리쿠 해역 지진 | M8.0: 1891년 노비 지진 Mj8.0: 1911년 기카이섬 지진 Mw7.9 - 8.0: 1923년 간토 대지진 Mw7.9 (Ms8.0): 2008년 쓰촨 대지진 Mw8.4 (Mj8.0): 1946년 쇼와 난카이 지진 Mw8.1 (Mj7.9): 1944년 쇼와 도난카이 지진 Mw8.2 (Mj7.6?): 2014년 이키케 지진 Mj8.1: 2015년 오가사와라 제도 서쪽 해역 지진 Mw8.3 (Mj8.2): 1994년 홋카이도 동쪽 해역 지진 Mj8.2: 1952년 도카치 해역 지진 Mw8.3 (Mj8.0): 2003년 도카치 해역 지진 210PJ: 차르 봄바가 방출한 총 에너지 Mw8.4 (Mj8.1): 1933년 쇼와 산리쿠 해역 지진 |
| 8.5      | 거대지진   | 35 × 1016               | 84 Mt    | Mw8.5: 1896년 메이지 산리쿠 해역 지진 Mw8.8: 2010년 칠레 지진 | ~M8.4: 869년 조간 지진 ~M8.5: 1575년 발디비아 지진 Mw8.7~9.2: 1700년 캐스케이디아 지진 Mw8.7~9.3: 1707년 호에이 지진 Mw8.8~9.0: 1755년 리스본 지진 Mw8.5~9.1: 1868년 아리카 지진 |
| 9.0      | 초거대지진 | 2 × 1018                | 480 Mt   | Mw9.0: 1952년 세베로쿠릴스크 지진 Mw9.0: 2011년 도호쿠 지방 태평양 해역 지진 Mw9.2: 1964년 알래스카 지진 Mw9.1〜9.3: 2004년 인도양 지진해일 | ~M8.4: 869년 조간 지진 ~M8.5: 1575년 발디비아 지진 Mw8.7~9.2: 1700년 캐스케이디아 지진 Mw8.7~9.3: 1707년 호에이 지진 Mw8.8~9.0: 1755년 리스본 지진 Mw8.5~9.1: 1868년 아리카 지진 |
| 9.5      | 초거대지진 | 11 × 1018               | 2.6 Gt   | Mw9.5: 1960년 발디비아 지진 이보다 더 큰 규모의 지진은 실제 측정으로도, 지질 조사로도 발견되지 않았다. | Mw9.5: 1960년 발디비아 지진 이보다 더 큰 규모의 지진은 실제 측정으로도, 지질 조사로도 발견되지 않았다. |
| 10.0     | 초거대지진 | 63 × 1018               | 15 Gt    | M10.0：지구상에서 일어날 수 있는 최대 규모의 지진 (나스카판과 남아메리카판 사이 판 경계 전체가 단층파괴가 일어나는 경우) | M10.0：지구상에서 일어날 수 있는 최대 규모의 지진 (나스카판과 남아메리카판 사이 판 경계 전체가 단층파괴가 일어나는 경우) |
| 10.5     | 참고       | 32 × 1019               | 84 Gt    | | |
| 11.0     | 참고       | 2 × 1021                | 480 Gt   | M11.3: 공룡 멸종의 중요한 원인으로 지목되는 칙술루브 충돌구가 만들어질 당시 방출한 추정 에너지이다. 단층 파괴로 발생했다고 가정했을 경우 그 길이는 2만 km 이상으로 사실상 발생이 불가능한 규모이다. | M11.3: 공룡 멸종의 중요한 원인으로 지목되는 칙술루브 충돌구가 만들어질 당시 방출한 추정 에너지이다. 단층 파괴로 발생했다고 가정했을 경우 그 길이는 2만 km 이상으로 사실상 발생이 불가능한 규모이다. |
| 11.5     | 참고       | 11 × 1021               | 2,600 Gt | 15ZJ: 지구가 태양으로부터 받는 하룻동안의 총 에너지 M11.8: 브레데포트 충돌구가 만들어졌을 당시 최대 추정 에너지 규모이다. 현재까지 지구상에서 발견된 최대 규모의 충돌구이다. | 15ZJ: 지구가 태양으로부터 받는 하룻동안의 총 에너지 M11.8: 브레데포트 충돌구가 만들어졌을 당시 최대 추정 에너지 규모이다. 현재까지 지구상에서 발견된 최대 규모의 충돌구이다. |
| 12.0     | 참고       | 63 × 1021               | 1.5 Tt   | M12: 길이 1만 km의 단층파괴가 일어나 지구가 두 동강이 날 경우 발생할 지진 규모(실제 단층면은 지구 표면에 한정되므로 논리상 추정치) | M12: 길이 1만 km의 단층파괴가 일어나 지구가 두 동강이 날 경우 발생할 지진 규모(실제 단층면은 지구 표면에 한정되므로 논리상 추정치) |
| M        | 이름       | 에너지                  | TNT      | 참고 | 참고 |

### 규모별 지진과 빈도 관계
아래의 표는 진원지 바로 인근에서 발생한 다양한 규모의 지진이 끼치는 영향에 대해 설명하는 내용이다. 규모에 따른 피해정도는 일반적인 경우에 따른 설명으로 지진의 진도 외에도 진앙과의 거리, 진앙 아래 진원까지의 깊이, 진앙의 위치, 지질 조건에 따라 진도와 피해 영향이 달라지므로 주의해야 한다.
| 규모     | 설명       | 통상적인 최대 수정 메르칼리 진도 계급 | 지진의 영향 | 전지구적인 평균 발생 빈도 (추정) |
| -------- | ---------- | ------------------------------------- | --- | -------------------------------- |
| 1.0–1.9  | 미소지진   | I                                     | 미소지진으로 거의 느껴지지 않거나 극히 드물게 느낄 수 있다. 지진계로만 확실하게 기록할 수 있다. | 지속적/연간 수백만 회 이상       |
| 2.0–2.9  | 소지진     | I                                     | 일부 사람들이 느낄 수 있다. 건물에 피해를 주지 않는다. | 연간 1백만 회 이상               |
| 3.0–3.9  | 소지진     | II - III                              | 사람들이 대부분 지진을 느끼지만 피해는 거의 일어나지 않는다. 실내에 있는 물체가 흔들리는 것이 눈에 보일 수 있다. | 연간 약 십만 회                  |
| 4.0–4.9  | 경지진     | IV - V                                | 실내에 있는 물체가 눈에 띄게 흔들리며 덜컹거리는 소음을 낸다. 지진의 영향을 받는 지역 대부분의 사람들이 지진을 느낀다. 밖에서는 지진이 살짝 느껴진다. 지진 피해는 거의 없거나 매우 최소한만 일어난다. 눈에 띄는 피해는 거의 발생하지 않는다. 선반 위의 물건이 떨어지거나 쓰러질 수 있다.                              | 연간 10,000-15,000회             |
| 5.0–5.9  | 중지진     | VI - VII                              | 부실하게 시공된 건물에 여러 종류의 손상을 입을 수 있다. 제대로 설계된 건물에서는 피해가 없거나 약간의 피해만 발생한다. 모두가 지진을 느낀다. | 연간 1,000-1,500회               |
| 6.0–6.9  | 강지진     | VII - IX                              | 인구 밀집 지역에서 잘 설계된 구조물이 어느 정도의 손상을 입을 수 있다. 내진설계가 되어 있는 건물은 약간의 손상을 입는다. 부실하게 설계된 건물은 심각한 손상이 일어날 수도 있다. 진앙에서 수백 km 떨어진 먼 지역에서도 광범위하게 지진을 느낄 수 있다. 진앙지에서는 강한 흔들림에서 매우 격렬한 흔들림을 느낄 수 있다. | 연간 100-150회                   |
| 7.0–7.9  | 거대지진   | VIII 이상                             | 대부분의 건물에 손상을 입히며, 일부는 부분적으로 혹은 완전히 붕괴되거나 심각한 구조적인 손상을 입을 수도 있다. 잘 설계된 건축물도 큰 손상을 입을 가능성이 있다. 진앙에서 대략 250 km 떨어진 먼 거리에서도 큰 피해를 입을 수 있으며 광범위한 지역에서 지진을 느낄 수 있다.                                             | 연간 10-20회                     |
| 8.0–8.9  | 초거대지진 | VIII 이상                             | 건물이 파괴될 정도로 큰 구조적인 피해를 입는다. 견고하거나 내진설계가 되어 있는 건물도 큰 손상을 입을 수 있다. 광범위한 지역에서 지진의 피해를 입을 수 있다. | 연간 1번 정도                    |
| 9.0 이상 | 초거대지진 | VIII 이상                             | 특정 지역이 거의 완전하게 파괴되며, 모든 건물이 붕괴되거나 큰 피해를 입는다. 매우 먼 지역에서도 큰 피해를 입고 흔들림이 느껴진다. 지상의 지형이 영구적으로 변형된다. | 10년에서 50년에 1번 정도         |

매년 전 세계에서 수백만 회의 작은 지진이 발생하는데, 이는 한 시간마다 수백 회의 지진이 일어나는 정도와 비슷한 빈도이다. 하지만 규모 9가 넘는 초거대지진의 경우 평균적으로 1년에 1회 일어날까 말까 할 정도로 매우 적은 빈도로 발생한다. 인류 역사상 기록된 가장 큰 규모의 지진은 1960년 5월 22일 칠레에서 일어난  모멘트 규모 Mw9.5의 1960년 발디비아 지진이다.

## 같이 보기
- 진도 (지진)
- 완전성 규모

## 참고 문헌
- Abe, K. (April 1979), “Size of great earthquakes of 1837 – 1874 inferred from tsunami data”, 《Journal of Geophysical Research》 84 (B4): 1561–1568, Bibcode:1979JGR....84.1561A, doi:10.1029/JB084iB04p01561.

- Abe, K. (October 1981), “Magnitudes of large shallow earthquakes from 1904 to 1980”, 《Physics of the Earth and Planetary Interiors》 27 (1): 72–92, Bibcode:1981PEPI...27...72A, doi:10.1016/0031-9201(81)90088-1.

- Abe, K. (September 1989), “Quantification of tsunamigenic earthquakes by the Mt scale”, 《Tectonophysics》 166 (1–3): 27–34, Bibcode:1989Tectp.166...27A, doi:10.1016/0040-1951(89)90202-3.

- Abe, K; Noguchi, S. (August 1983), “Revision of magnitudes of large shallow earthquakes, 1897-1912”, 《Physics of the Earth and Planetary Interiors》 33 (1): 1–11, Bibcode:1983PEPI...33....1A, doi:10.1016/0031-9201(83)90002-X.

- Anderson, J. G. (2003), 〈Chapter 57: Strong-Motion Seismology〉, 《International Handbook of Earthquake & Engineering Seismology, Part B》, 937–966쪽, ISBN 0-12-440658-0.

- Bindi, D.; Parolai, S.; Oth, K.; Abdrakhmatov, A.; Muraliev, A.; Zschau, J. (October 2011), “Intensity prediction equations for Central Asia”, 《Geophysical Journal International》 187: 327–337, Bibcode:2011GeoJI.187..327B, doi:10.1111/j.1365-246X.2011.05142.x.

- Blackford, M. E. (1984), “Use of the Abe magnitude scale by the Tsunami Warning System.” (PDF), 《Science of Tsunami Hazards》 2 (1): 27–30.

- Bolt, B. A. (1993), 《Earthquakes and geological discovery》, Scientific American Library, ISBN 0-7167-5040-6.

- Bormann, P., 편집. (2012), 《New Manual of Seismological Observatory Practice 2 (NMSOP-2)》, Potsdam: IASPEI/GFZ German Research Centre for Geosciences, doi:10.2312/GFZ.NMSOP-2.

- Bormann, P. (2012), 〈Data Sheet 3.1: Magnitude calibration formulas and tables, comments on their use and complementary data.〉,   Bormann, 《New Manual of Seismological Observatory Practice 2 (NMSOP-2)》, doi:10.2312/GFZ.NMSOP-2_DS_3.1, 2019년 8월 4일에 원본 문서 (PDF)에서 보존된 문서, 2022년 5월 18일에 확인함.

- Bormann, P. (2012), 〈Exercise 3.1: Magnitude determinations〉,   Bormann, 《New Manual of Seismological Observatory Practice 2 (NMSOP-2)》, doi:10.2312/GFZ.NMSOP-2_EX_3, 2019년 8월 4일에 원본 문서 (PDF)에서 보존된 문서, 2022년 5월 18일에 확인함.

- Bormann, P. (2013), 〈Information Sheet 3.2: Proposal for unique magnitude and amplitude nomenclature〉,   Bormann, 《New Manual of Seismological Observatory Practice 2 (NMSOP-2)》, doi:10.2312/GFZ.NMSOP-2_IS_3.3, 2019년 8월 4일에 원본 문서 (PDF)에서 보존된 문서, 2022년 5월 18일에 확인함.

- Bormann, P.; Dewey, J. W. (2014), 〈Information Sheet 3.3: The new IASPEI standards for determining magnitudes from digital data and their relation to classical magnitudes.〉,   Bormann, 《New Manual of Seismological Observatory Practice 2 (NMSOP-2)》, doi:10.2312/GFZ.NMSOP-2_IS_3.3, 2019년 8월 4일에 원본 문서 (PDF)에서 보존된 문서, 2022년 5월 18일에 확인함.

- Bormann, P.; Fugita, K.; MacKey, K. G.; Gusev, A. (July 2012), 〈Information Sheet 3.7: The Russian K-class system, its relationships to magnitudes and its potential for future development and application〉,   Bormann, 《New Manual of Seismological Observatory Practice 2 (NMSOP-2)》, doi:10.2312/GFZ.NMSOP-2_IS_3.7, 2019년 8월 4일에 원본 문서 (PDF)에서 보존된 문서, 2022년 5월 18일에 확인함.

- Bormann, P.; Saul, J. (2009), “Earthquake Magnitude” (PDF), 《Encyclopedia of Complexity and Applied Systems Science》 3, 2473–2496쪽.

- Bormann, P.; Wendt, S.; Di Giacomo, D. (2013), 〈Chapter 3: Seismic Sources and Source Parameters〉,   Bormann, 《New Manual of Seismological Observatory Practice 2 (NMSOP-2)》, doi:10.2312/GFZ.NMSOP-2_ch3, 2019년 8월 4일에 원본 문서 (PDF)에서 보존된 문서, 2022년 5월 18일에 확인함.

- Chen, T. C.; Pomeroy, P. W. (1980), 《Regional Seismic Wave Propagation》.

- Choy, G. L.; Boatwright, J. L. (2012), 〈Information Sheet 3.6: Radiated seismic energy and energy magnitude〉,   Bormann, 《New Manual of Seismological Observatory Practice 2 (NMSOP-2)》, doi:10.2312/GFZ.NMSOP-2_IS_3.6, 2019년 8월 4일에 원본 문서 (PDF)에서 보존된 문서, 2022년 5월 18일에 확인함.

- Choy, G. L.; Boatwright, J. L.; Kirby, S. (2001), “The Radiated Seismic Energy and Apparent Stress of Interplate and Intraslab Earthquakes at Subduction Zone Environments: Implications for Seismic Hazard Estimation” (PDF), 《U.S. Geological Survey》, Open-File Report 01-0005.

- Chung, D. H.; Bernreuter, D. L. (1980), 《Regional Relationships Among Earthquake Magnitude Scales.》, OSTI 5073993, NUREG/CR-1457.

- Doi, K. (2010), “Operational Procedures of Contributing Agencies” (PDF), 《Bulletin of the International Seismological Centre》 47 (7–12): 25, ISSN 2309-236X[깨진 링크(과거 내용 찾기)]. Also available here (sections renumbered).

- Engdahl, E. R.; Villaseñor, A. (2002), 〈Chapter 41: Global Seismicity: 1900–1999〉,   Lee, W.H.K.; Kanamori, H.; Jennings, P.C.; Kisslinger, C., 《International Handbook of Earthquake and Engineering Seismology》 (PDF), Part A, Academic Press, 665–690쪽, ISBN 0-12-440652-1.

- Frankel, A. (1994), “Implications of felt area-magnitude relations for earthquake scaling and the average frequency of perceptible ground motion”, 《Bulletin of the Seismological Society of America》 84 (2): 462–465.

- Grünthal, G. (2011), 〈Earthquakes, Intensity〉,   Gupta, H., 《Encyclopedia of Solid Earth Geophysics》, 237–242쪽, ISBN 978-90-481-8701-0.

- Gutenberg, B. (January 1945a), “Amplitudes of surface Waves and magnitudes of shallow earthquakes” (PDF), 《Bulletin of the Seismological Society of America》 35 (1): 3–12.

- Gutenberg, B. (1945년 4월 1일), “Magnitude determination for deep-focus earthquakes” (PDF), 《Bulletin of the Seismological Society of America》 35 (3): 117–130

- Gutenberg, B.; Richter, C. F. (1936), “On seismic waves (third paper)”, 《Gerlands Beiträge zur Geophysik》 47: 73–131.

- Gutenberg, B.; Richter, C. F. (1942), “Earthquake magnitude, intensity, energy, and acceleration”, 《Bulletin of the Seismological Society of America》: 163–191, ISSN 0037-1106.

- Gutenberg, B.; Richter, C. F. (1954), 《Seismicity of the Earth and Associated Phenomena》 2판, Princeton University Press, 310p.

- Gutenberg, B.; Richter, C. F. (1956a), “Magnitude and energy of earthquakes” (PDF), 《Annali di Geofisica》 9: 1–15

- Havskov, J.; Ottemöller, L. (October 2009), 《Processing Earthquake Data》 (PDF).

- Hough, S.E. (2007), 《Richter's scale: measure of an earthquake, measure of a man》, Princeton University Press, ISBN 978-0-691-12807-8, 2011년 12월 10일에 확인함.

- Hutton, L. K.; Boore, David M. (December 1987), “The ML scale in Southern California” (PDF), 《Nature》 271: 411–414, Bibcode:1978Natur.271..411K, doi:10.1038/271411a0.

- Hutton, Kate; Woessner, Jochen; Haukson, Egill (April 2010), “Earthquake Monitoring in Southern California for Seventy-Seven Years (1932—2008)” (PDF), 《Bulletin of the Seismological Society of America》 100 (1): 423–446, doi:10.1785/0120090130

- Johnston, A. (1996), “Seismic moment assessment of earthquakes in stable continental regions – II. Historical seismicity”, 《Geophysical Journal International》 125 (3): 639–678, Bibcode:1996GeoJI.125..639J, doi:10.1111/j.1365-246x.1996.tb06015.x.

- Kanamori, H. (1977년 7월 10일), “The energy release in great earthquakes” (PDF), 《Journal of Geophysical Research》 82 (20): 2981–2987, Bibcode:1977JGR....82.2981K, doi:10.1029/JB082i020p02981.

- Kanamori, H. (April 1983), “Magnitude Scale and Quantification of Earthquake” (PDF), 《Tectonophysics》 93 (3–4): 185–199, Bibcode:1983Tectp..93..185K, doi:10.1016/0040-1951(83)90273-1.

- Katsumata, A. (June 1996), “Comparison of magnitudes estimated by the Japan Meteorological Agency with moment magnitudes for intermediate and deep earthquakes.”, 《Bulletin of the Seismological Society of America》 86 (3): 832–842.

- Makris, N.; Black, C. J. (September 2004), “Evaluation of Peak Ground Velocity as a "Good" Intensity Measure for Near-Source Ground Motions”, 《Journal of Engineering Mechanics》 130 (9): 1032–1044, doi:10.1061/(asce)0733-9399(2004)130:9(1032).

- Musson, R. M.; Cecić, I. (2012), 〈Chapter 12: Intensity and Intensity Scales〉,   Bormann, 《New Manual of Seismological Observatory Practice 2 (NMSOP-2)》, doi:10.2312/GFZ.NMSOP-2_ch12, 2019년 8월 4일에 원본 문서 (PDF)에서 보존된 문서, 2022년 5월 18일에 확인함.

- Nuttli, O. W. (1973년 2월 10일), “Seismic wave attenuation and magnitude relations for eastern North America”, 《Journal of Geophysical Research》 78 (5): 876–885, Bibcode:1973JGR....78..876N, doi:10.1029/JB078i005p00876.

- Nuttli, O. W. (April 1983), “Average seismic source-parameter relations for mid-plate earthquakes”, 《Bulletin of the Seismological Society of America》 73 (2): 519–535.

- Rautian, T. G.; Khalturin, V. I.; Fujita, K.; Mackey, K. G.; Kendall, A. D. (November–December 2007), “Origins and Methodology of the Russian Energy K-Class System and Its Relationship to Magnitude Scales” (PDF), 《Seismological Research Letters》 78 (6): 579–590, doi:10.1785/gssrl.78.6.579.

- Rautian, T.; Leith, W. S. (September 2002), 〈Developing Composite Regional Catalogs of the Seismicity of the Former Soviet Union.〉 (PDF), 《24th Seismic Research Review – Nuclear Explosion Monitoring: Innovation and Integration》, Ponte Vedra Beach, Florida, 2020년 9월 22일에 원본 문서 (PDF)에서 보존된 문서, 2022년 5월 18일에 확인함.

- Richter, C. F. (January 1935), “An Instrumental Earthquake Magnitude Scale” (PDF), 《Bulletin of the Seismological Society of America》 25 (1): 1–32, 2018년 7월 10일에 원본 문서 (PDF)에서 보존된 문서, 2022년 5월 18일에 확인함.

- Spence, W.; Sipkin, S. A.; Choy, G. L. (1989), “Measuring the size of an Earthquake” (PDF), 《Earthquakes and Volcanoes》 21 (1): 58–63.

- Stover, C. W.; Coffman, J. L. (1993), 《Seismicity of the United States, 1568–1989 (Revised)》 (PDF), U.S. Geological Survey Professional Paper 1527.

- 이기화 (2016년 10월 30일).  박상준, 편집. 《모든 사람을 위한 지진 이야기》 1판. 서울: 사이언스북스. ISBN 978-89-8371-730-6.